# Maladera iridicauda
Maladera iridicauda är en skalbaggsart som beskrevs av Leon Fairmaire 1893. Maladera iridicauda ingår i släktet Maladera och familjen Melolonthidae. Inga underarter finns listade i Catalogue of Life.